# Aderim
Aderim är ett mansnamn av albanskan aderim.
Ingen har Aderim som tilltalsnamn i Sverige (enligt en sökning år 2018).